# Andrzej Sapkowski
Andrzej Sapkowski   (Łódź, 21 de juny de 1948) és un escriptor polonès de literatura fantàstica conegut per la sèrie de llibres "Saga o wiedźminie" en polonès traduïda com "La saga de Geralt de Rivia" en castellà. Els seus llibres han estat traduïts a 19 idiomes.

## Biografia
Sapkowski va estudiar econòmiques a la Universitat de Łódź, i abans de dedicar-se a l'escriptura va treballar com a representant per una companyia internacional. Va començar la seva carrera literària com a traductor, particularment de ciència-ficció. Afirma que va escriure la seva primera novel·la curta "Wiedźmin", traduïda al castellà com "El brujo" o "The Witcher" en anglès com un caprici per participar en un concurs d'una revista polonesa de ciència-ficció anomenada Fantastyka on va quedar en tercer lloc. La història es va publicar en la mateixa revista el 1986 on va tenir un gran èxit de lectors i crítica. Sapkowski, llavors, va crear la saga de novel·les i històries curtes "La saga de Geralt de Rivia" entorn el mateix mon de fantasia.
El personatge principal de "The Witcher" es diu Geralt, un mutant entrenat des de petit a ser un caçador de monstres. Aquest personatge s'ha comparat amb el detectiu privat Philip Marlowe. El mon fantàstic on s'ambienten les seves novel·les es considera inspirat per la mitologia eslava.

## Traduccions i adaptacions de la seva obra
Les seves obres s'han traduït a diversos idiomes, entre ells anglès i castellà però no al català.
El 2001 es va fer una sèrie de televisió basada en la saga de "The Witcher" titulada l'original en polonès Wiedźmin (The Hexer en anglès). També es va produir una pel·lícula amb el mateix títol a partir de fragments de la sèrie. Tant la sèrie com la pel·lícula no van tenir cap èxit ni de crítica ni de públic.
Una companyia polonesa de desenvolupament de videojocs, CD Projekt RED, va crear una sèrie de jocs de rol basats en mon fantàstic the "The Witcher". El primer joc es va publicar el 2007. Aquests jocs van tenir un gran èxit de vendes i de valoració per la premsa especialitzada.

### Saga The Witcher

#### Històries curtes
- The Witcher (Wiedźmin, 1990), 5 històries (4 es van compilar a The Last Wish, una a Something ends, Something begins).
- Sword of Destiny (Miecz przeznaczenia, 1992), 6 històries. English edition(e-book): 19 maig 2015.[8]
- The Last Wish (Ostatnie życzenie, 1993), 7 històries. English edition: 2007 (in US: 2008).
- La història curta "Spellmaker" a A Polish Book of Monsters és una traducció diferent de la història curta "The Witcher".[9]
- Something ends, Something begins (Coś się kończy, coś się zaczyna, 2000), 8 històries (només dues estan relacionades amb la saga The Witcher).
- Maladie and other stories (Maladie i inne opowiadania, 2012), 10 històries (només dues estan relacionades amb la saga The Witcher).

#### Pentalogy
- Blood of Elves (Krew elfów, 1994). English edition: 2009.
- Time of Contempt (Czas pogardy, 1995). English edition: 27 juny 2013.[10]
- Baptism of Fire (Chrzest ognia, 1996). English edition: 6 març 2014.[11]
- The Tower of Swallows (Wieża Jaskółki, 1997). English edition: maig 2016.[12]
- Lady of the Lake (Pani Jeziora, 1999). English edition: 14 març 2017.[12]

#### Novel·les aïllades
- Season of Storms (Sezon burz, 2013) – situada entre les històries de The Last Wish.[13]

### Hussite Trilogy
- Narrenturm (2002).
- Warriors of God (Boży bojownicy, 2004).
- Lux perpetua (2006).

### Altres novel·les
- Viper (Żmija, 2009), novel·la ambientada a la Soviet war in Afghanistan.

### Altres obres
- The Eye of Yrrhedes (Oko Yrrhedesa, 1995), joc de rol.
- The World of King Arthur. Maladie (Świat króla Artura. Maladie, 1995), assaig i història curta ambientada a la mitologia artúrica.
- Manuscript Discovered in a Dragon's Cave (Rękopis znaleziony w Smoczej Jaskini, 2001), fantasy compendi enciclopèdic.